# Азарова Надія Сергіївна
Надія Сергіївна Азарова (25 січня 1897, Харків — 1 червня 1978, Судак, Кримська область) — радянський офтальмолог . Доктор медичних наук (1954), професор (1956). Протягом 20 років керувала кафедрою очних хвороб Кримського медичного університету .

## Життєпис
Народилася 25 січня 1897 року в Харкові (за іншими даними - в Маріуполі) в дворянській сім'ї інженера шляхів сполучення  .
Закінчила Вознесенську жіночу гімназію у Харкові (1914) . Працювала хірургічної сестрою в педологічному лазареті Харкова. У 1915 р. вступила до Харківського жіночого медичного інституту, проте через Громадянську війну навчання не закінчила. 
У 1915-1922 рр. працювала фельдшером-акушером в першій міській лікарні Сочі.
У 1922-1925 рр. навчалася у Харківському медичному інституті.
У 1924 р. працювала у 12-му дитячому будинку (селище Зелений Гай Харківської області) в якості фельдшера та лікарського помічника.
У 1925-1928 рр. працювала сільським лікарем в Сумській області.
У 1926-1928 рр. проходила спеціалізацію у Харківському очному інституті ім. Л. Гіршмана. У 1928 році стала співробітником бактеріологічної науково-дослідної лабораторії очної клініки Харківського медичного інституту  .
У 1939-1944 рр. була асистентом очної клініки Першого Московського медичного інституту, працювала під керівництвом професора А. Я. Самойлова.
У 1944 р. стала кандидатом наук, захистивши дисертацію «Біомікроскопічні та офтальмоскопічні реакції на туберкулін у діагностиці та терапії метастатичного туберкульозу ока». Після цього стала доцентом кафедри офтальмології Першого Московського медичного інституту.
У 1951 р. була призначена завідувачкою кафедри очних хвороб Кримського медичного інституту.
У 1954 р. захистила докторську дисертацію «Кальцій в лікуванні метастатичного туберкульозу очей». На чолі кафедри працювала протягом двадцяти років, до 1971 року .
Померла 1 червня 1978 року в Судаку, де і була похована  .

## Наукова діяльність
Займалася вивченням етіології трахоми і лікування туберкульозу очей. Азарову вважають засновником кримської офтальмологічної школи.
Під її керівництвом успішно пройшли захист шість кандидатів і два доктори наук. Автор понад 250 наукових статей.

## Нагороди та звання
- Орден Трудового Червоного Прапора[1]
- Медаль «За оборону Москви» (1946) [2]
- Медаль «За доблесну працю у Великій Вітчизняній війні 1941-1945 рр.» (1946)

## Пам'ять
З 2000 року в Судаку проходить офтальмологічна конференція «Азаровські читання»  .

## Праці
- Туберкулезные заболевания глаз. Ленинград, 1963. 255 с. (в соавторстве с А. Я. Самойло — вым, Ф. И. Юзефовой)
- Реактивная туберкулинотерапия туберкулезных заболеваний глаз // Докл. НИИ им. Филатова. О., 1967
- Этиология трахомы. Харьков, 1938. 120 с. (в соавторстве с Г. Б. Степановой)